# Cavriani (Adelsgeschlecht)

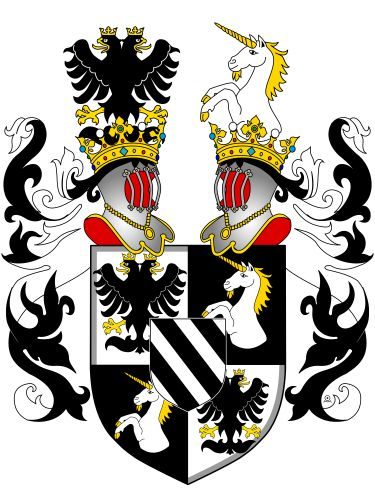
Wappen der Grafen von Cavriani 1643

Die Grafen von Cavriani entspringen einem alten italienischen Adelsgeschlecht, das sich später zum österreichischen Hochadel zählen durfte, da sie im Herrenhaus des Österreichischen Kaiserreiches saßen.

## Geschichte

### Herkunft

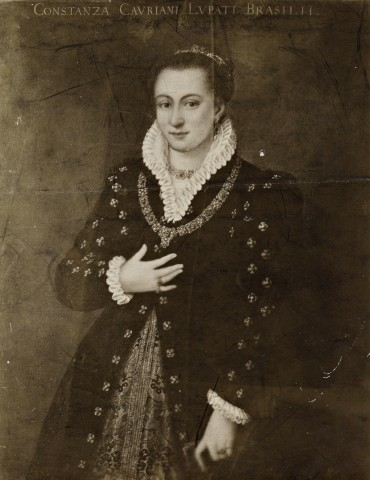
Costanza Cavriani, geb. de Salis Salla

Das Geschlecht der Cavriani stammt aus dem späteren Herzogtum Mantua in der Lombardei und trat ab dem 12. Jahrhundert in Erscheinung. Der frühere Name war Capriani, der wiederum vermutlich vom Herkunftsort der Familie Cavriana herrührt.
Conradinus wurde 1359 von Kaiser Karl IV. zum Freiherrn ernannt. Knapp hundert Jahre später erhielt auch ein Johann (Giovanni) Cavriani 1452 von Kaiser Friedrich III. den Freiherrenstand. Die Familie nahm während der Herrschaft der Gonzaga eine bedeutende Stelle ein. Einer der Bischöfe von Mantua war Galeazzo Cavriani (1444–1466).
Friedrich (Frederico) (* 1518 in Mantua; † 1. Oktober 1566), Sohn des Johann (Giovanni) (* 1477; † 11. Juli 1552) und der Costanza de Salis Salla, war 1548 kaiserlicher Statthalter im Fürstentum Piombino, und Kaiser Ferdinand I. bestätigte demselben den Herrenstand für sein Geschlecht und vermehrte das Wappen mit dem doppelten kaiserlichen Adler. Er war vermählt seit 1561 mit Cornelia Copini (* 22. Mai 1540; † 19. Mai 1579).
Ottaviano, auch Ottavio (* um 1530; † 27. Jänner 1618), ein wohl vorehelicher oder aus früherer Ehe stammender Sohn Friedrichs, kam an den kaiserlichen Hof, diente 1579 als kaiserlicher Oberstleutnant, wurde später zum Oberststallmeister Erzherzogs Matthias ernannt und bekleidete diese Stelle auch, nachdem der Erzherzog Kaiser geworden war. Im Jahre 1610 erlangte er die Stelle eines Hauptmanns der königlichen Kronherrschaft Ungarisch-Altenburg. Er erwarb 1605 das seither so genannte Palais Cavriani. Mit Verschreibung vom 26. Juli 1613 verlieh ihm Kaiser Mathias Schloss und Herrschaft Unter-Waltersdorf samt den Gütern Schöngrabern und der abgekommenen Veste Schranawand. Vermählt war Ottaviano mit Elisabeth Magdalena Freiin von Khuen, der Tochter des gewesenen Oberststallmeisters Rudolph Khuen; er starb ohne Deszendenz. Da die Ehe ohne erbberechtigte Nachkommen blieb, ging der ganze Besitz Ottavianos, damit auch die Herrschaften Unterwaltersdorf und Schöngrabern, am 20. April 1618 an seinen Neffen Friedrich Karl (1597–1662) als dessen Universalerbe über. Alois (Luigi) (1570–1626), ein legitimer Sohn Friedrichs, heiratete am 17. Mai 1593 Ortensia, contessa di Rogna.

### Die Cavriani in Österreich

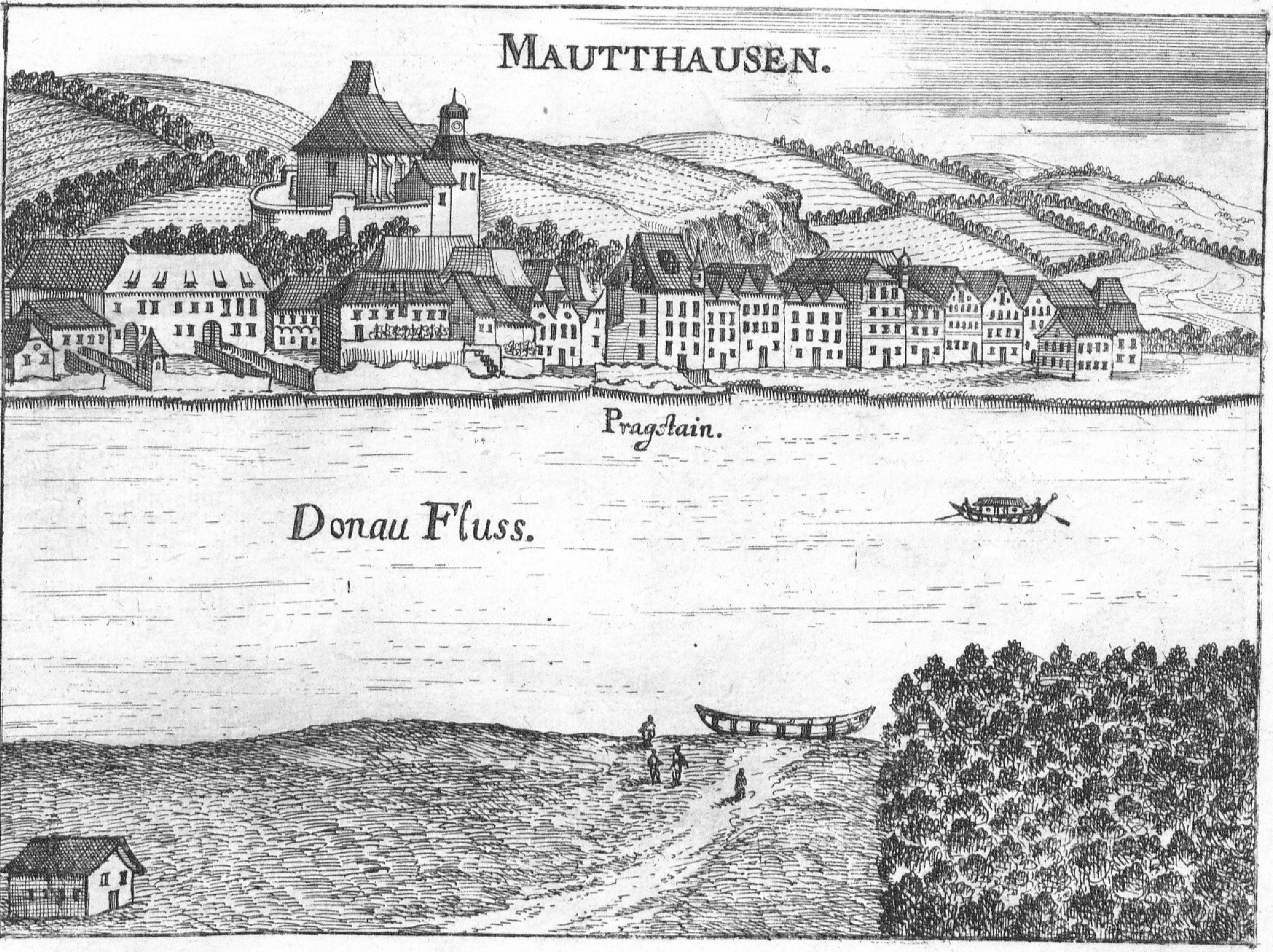
Mauthausen im 17. Jahrhundert

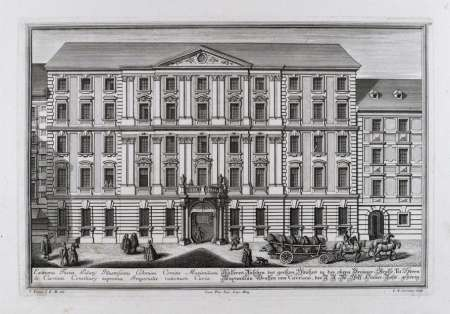
Palais Cavriani, Wien, um 1730

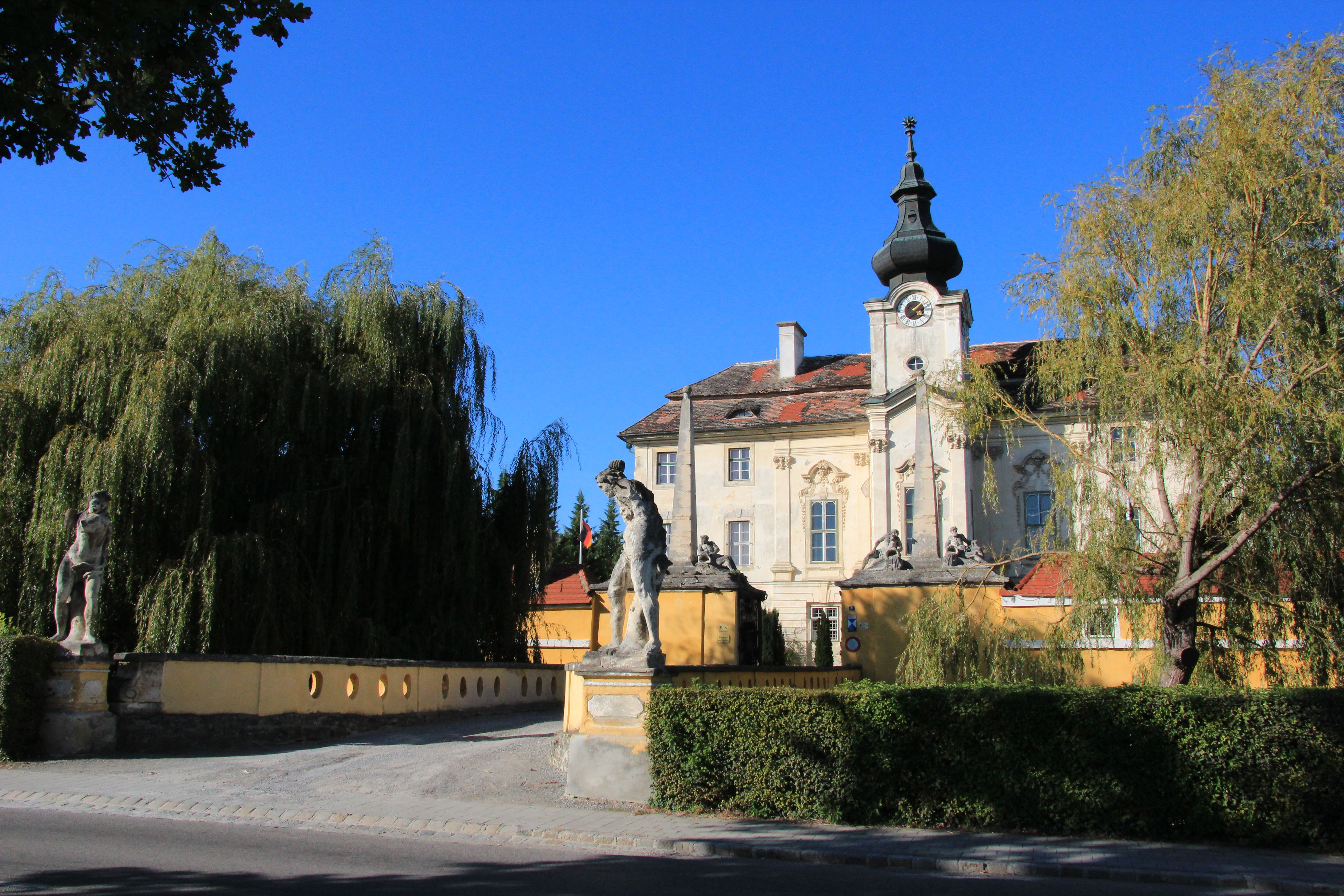
Schloss Seibersdorf

Friedrich von Cavriani (* 1597 in Mantua; † 6. Mai 1662 in Wien), ältester Sohn des Alois (Luigi), war Alleinerbe der Herrschaften Unterwaltersdorf und Schöngrabern seines Onkels Ottaviano. Er kaufte diese 1620 von Kaiser Ferdinand II., der seinerseits die Herrschaft mit Diplom vom 14. Oktober 1620 zur Baronie erhob, weshalb die ganze Familie hiervon auch den Titel „Freiherren von Unterwaltersdorf“ erhielt. Folglich wurde sie in Niederösterreich dem Herrenstande einverleibt und wurde hier heimisch. Friedrich war kaiserlicher Kammerherr, zeitweise auch kaiserlicher Gesandter, seit 1655 wirklicher Geheimer Rat und 1655 bis 1662 Obersthofmeister der Kaisergemahlin Eleonore von Mantua. Nachdem die Regentin des Fürstentums Mantua Luisa Maria Gonzaga ihm im Jahr 1638 den Titel Markgraf (Marchese) verliehen hatte, erhöhte ihn Kaiser Ferdinand III. mit Diplom vom 10. März 1643 in den Reichsgrafenstand. Der Graf war seit 1644 außerdem Inhaber der Herrschaft Schleb (Žleby) in Böhmen und der Herrschaft Pragstein in Mauthausen, Oberösterreich sowie seit 1658 der Herrschaft Markt Reisenberg (Niederösterreich) samt Veste Scharfeneck in Mannersdorf am Leithagebirge, Niederösterreich, weiters seit 1658 Pfandinhaber der Herrschaft Freistadt (Oberösterreich) und Haus (bei Wartberg ob der Aist, Oberösterreich). Desgleichen gehörte ihm das Palais Cavriani. Er war seit 1636 in zweiter Ehe mit Elisabeth, Gräfin von Meggau (* um 1615; † 18. April 1684) vermählt und hatte mit ihr 14 Kinder, von denen fünf bereits früh verstarben. Von diesem Paar stammen alle österreichischen Mitglieder der Familie Cavriani ab. Friedrich war auch der Stifter einer Kapelle und der dazugehörigen Familiengruft im nördlichen Seitenschiff der St. Michaelskirche zu Wien Anno 1654.

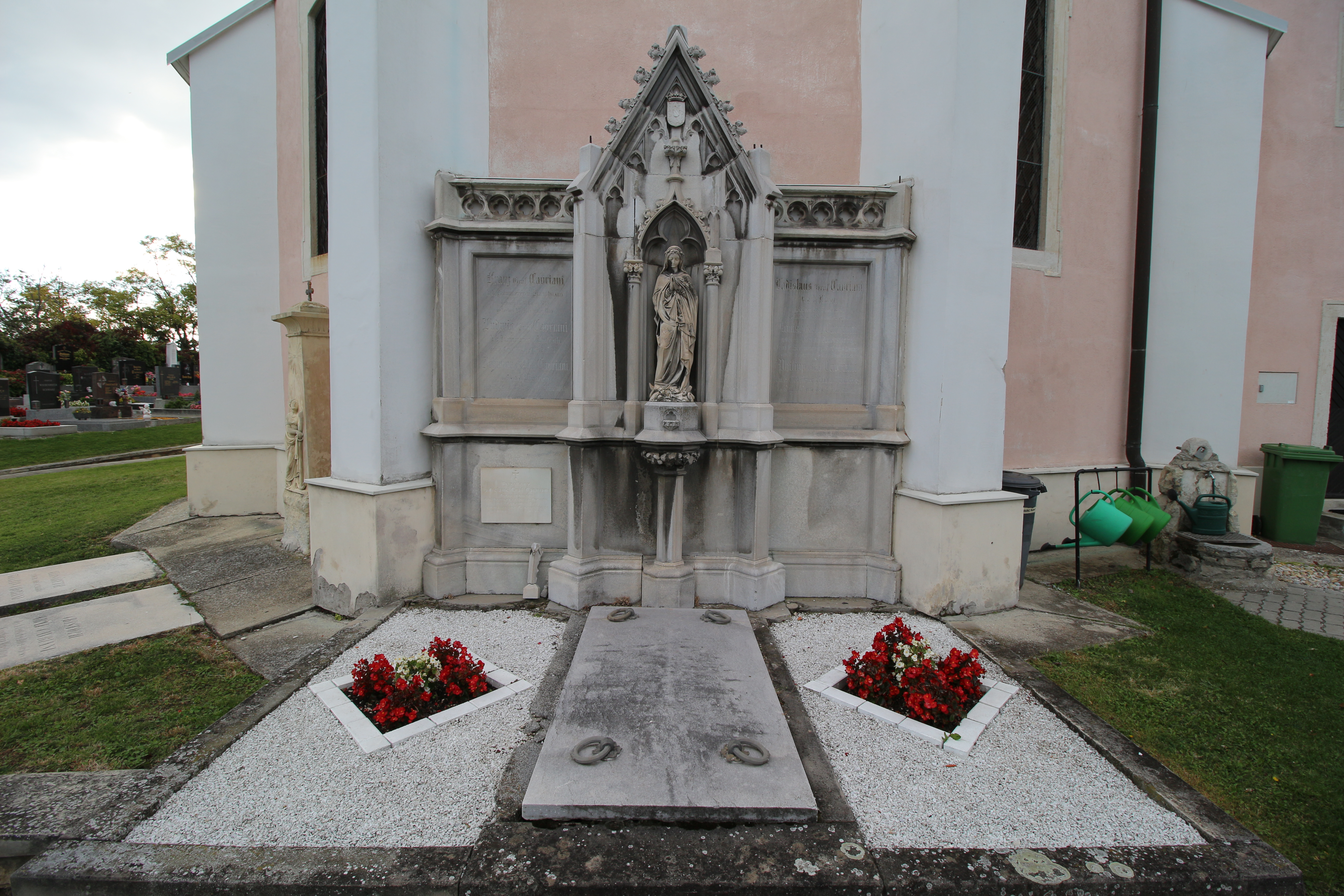
Familiengrab am Friedhof in Reisenberg

Franz Karl (* 4. September 1637; † 17. April 1696), Sohn und Alleinerbe des Friedrich, war k. k. Kämmerer, Geheimer Rat, General-Feldmarschallleutnant, Hauptmann der Trabantenleibgarde und Oberst-Hoffalkenmeister. Er zeugte als einziger männliche Nachfahren. Der Offizier ehelichte Cecilia Renata Gräfin von Waldstein (* 27. Februar 1643; † 31. Januar 1704), Tochter des Ladislaus Burian Grafen von Waldstein und der Anna Maria Gräfin von Starhemberg. Von dessen beiden Söhnen Friedrich Lorenz (* 11. August 1687; † 8. Februar 1745) und Leopold Karl (* 25. November 1665 in Wien; † 15. April 1721 ebenda) pflanzte sich nur letztgenannter im Mannesstamm fort.

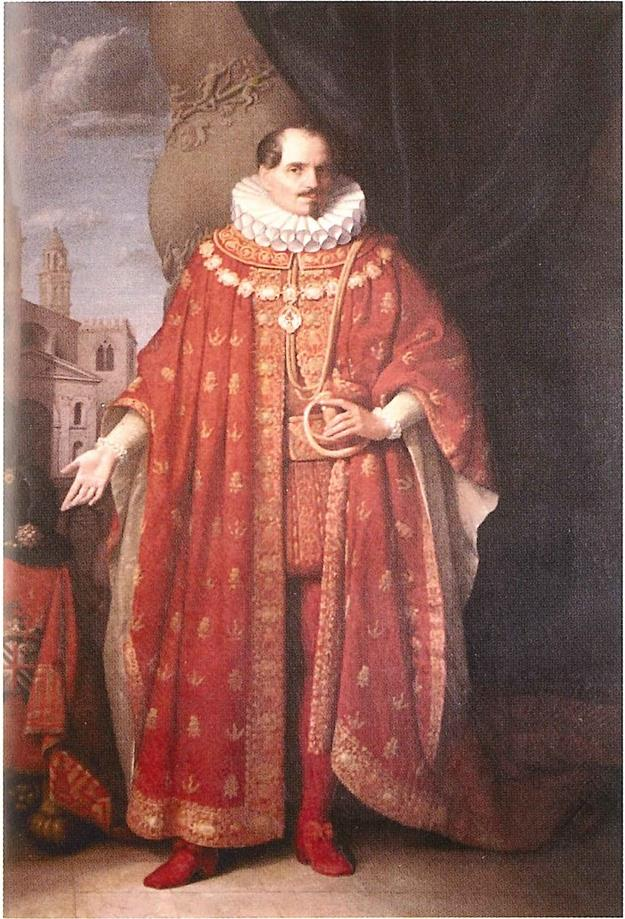
Ferdinand Cavriani mit den Kleidungsstücken des Ordens des Erlösers

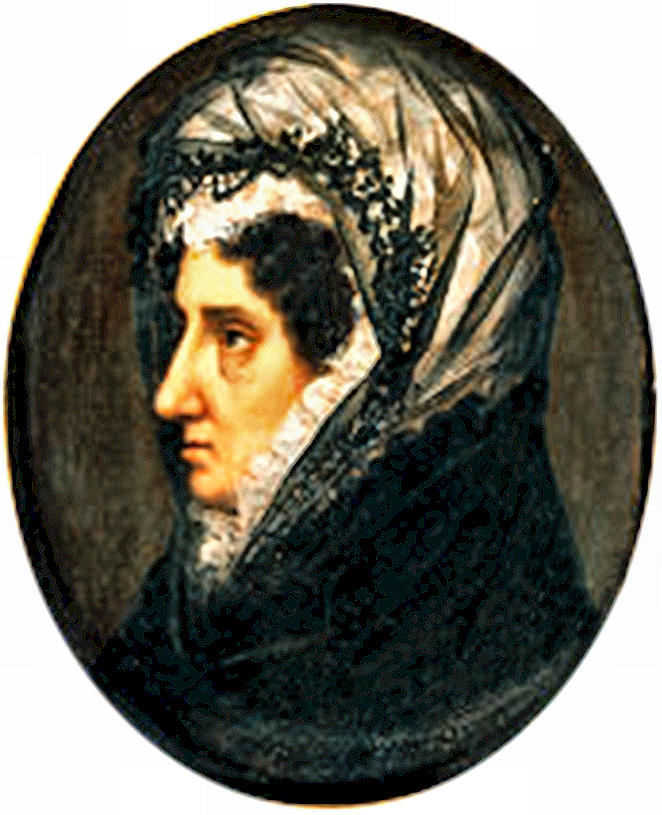
Porträt der Markgräfin Teresa Cavriani um 1830

Leopold Karl war k. k. Kämmerer und Obersthofmeister. Er war seit 1715 Inhaber der Herrschaft Seibersdorf (Niederösterreich) und der von seinem Vater ererbten Herrschaft Reisenberg (Niederösterreich), die er seiner Herrschaft Seibersdorf einverleibte, sowie seit 1709 der Pfandherrschaft Pragstein und Mauthausen (Oberösterreich) und bis 1709 der Pfandherrschaft Freistadt (Oberösterreich) sowie Haus (bei Wartberg ob der Aist, Oberösterreich). Außerdem erbte er von seinem Vater Franz Karl das Palais Cavriani, Bräunerstraße 8/Habsburgergasse 5, in Wien 1. Er war zudem seit dem 4. Mai 1703 Inhaber der von seinem Vater ererbten Herrschaft Unterwaltersdorf und Schöngrabern, die er seinem Sohn Maximilian Guidobald vererbte. Von den vier Söhnen aus seiner Ehe mit Maria Susanna, Freiin von Gilleis zu Sonnberg und Roschalla (* 5. Dezember 1681; † 7. Juli 1739) blieben Ferdinand Ludwig und der Generalfeldmarschallleutnant Franz Karl (siehe unten) ledig, die anderen beiden stifteten je eine eigene Linie: Maximilian Guidobald den älteren Zweig in Niederösterreich und Christoph die jüngere, die sogenannte böhmische Linie.

#### Niederösterreichische Linie
Maximilian Guidobald Graf von Cavriani, Freiherr auf Unterwaltersdorf und Schöngrabern (* 26. Juni 1704 in Fracstein (zu Seewis), Kanton Graubünden; † 7. Oktober 1776 in Linz), Leopold Carls älterer Sohn, Herr der Herrschaften Seiberstorf, Reisenberg, Unterwaltersdorf, Matthausen und Pragstein in Österreich unter und ob der Enns und Castelleto im Mantuanischen, k. k. Wirklicher Geheimer Rat und Kämmerer, war anfänglich niederösterreichischer Regimentsrat, 1738 kaiserlicher Hofkammerrat, sodann Repräsentations- und Kammerrat, im Jahr 1750 Verpflegungs-Hofkommissions-Präsident der Stiftungen und Armenhäuser, sodann seit 1765 Obersthofmeister der Erzherzogin Maria Christina, vermählten Herzogin von Sachsen-Teschen. Das von seinem Vater geerbte Palais Cavriani ließ er 1723 vollkommen neu erbauen. Seine Gattin war seit dem 7. August 1727 Maria Aloysia (* 1. Januar 1704 in Linz; † 29. Dezember 1772 in Wien), Sternkreuzordensdame, Tochter des Grafen Christoph Wilhelm I. von Thürheim, ehemaliger Landeshauptmann von Österreich ob der Enns und der Maria Franziska Michaela Gräfin von Kuefstein. Von ihm entspross neben acht Töchtern als einziger Sohn unten erwähnter Ludwig Graf von Cavriani. Ein Enkel dieses Ludwig war der ebenfalls unten aufgeführte Feldmarschalleutnant Karl (1803–1870).
Maximilian Franz Graf von Cavriani, Freiherr von Unterwaltersdorf (* 11. Mai 1773 in Seibersdorf, Niederösterreich; † 1. Februar 1837 in Wien), der älteste Sohn des Ludwig, war k. k. Kämmerer, Geheimer Rat und Oberstsilberkämmerer, zuletzt Kreiskommissär in Przemyśl, Galizien und Lodomerien. Er war Inhaber der Herrschaft Seibersdorf und Reisenberg (Niederösterreich). Außerdem erbte er von seinem Vater das bereits erwähnte Palais Cavriani in Wien. Er ehelichte am 8. Januar 1801 Jozefa Gräfin Esterházy von Galántha (* 15. Juni 1780 in Wien; † 10. März 1821 ebenda), Sternkreuzordensdame und Hofdame. Aus dieser Verbindung entsprangen drei Kinder, darunter der unten erwähnte spätere k. k. Feldmarschalleutnant Karl (1803–1870). Sein jüngerer Bruder, das sechste Kind von Ludwig, Christof Gabriel Balthasar (* 24. März 1780 in Wien; † 6. März 1857 ebenda) war k. k. Kämmerer und Major, Deutsch-Ordensritter (Land-Komtur), Jurist und seit 1816 Inhaber der Herrschaft Oberzerekwe (Horní Cerekev). Er vermählte sich am 25. Mai 1811 mit Elisabeth (Theresia) Gräfin von Cavriani (* 4. Juli 1793; † 30. Oktober 1825) von der böhmischen Linie.

#### Böhmische Linie
Christoph Graf von Cavriani, Freiherr auf Unterwaltersdorf (* 1. April 1715 auf Schloss Pragstein; † 1783), Herr der Herrschaften Kostelez (Kostelec u Holešova) ob der Adler und Przestawelk in Böhmen, der jüngste Sohn Leopold Carls, war k. k. Kämmerer, alsdann Wirklicher Geheimer Rat, und von 1764 bis 1779 Obristlandrichter in Niederösterreich, verehelichte sich 1744 mit Maria Elisabeths Gräfin Jaruba von Hustrczan (* 13. November 1717; † 1781), welche ihm die oben genannten böhmischen Herrschaften zubrachte.
Familienmitglieder der Grafen Cavriani dienten auch danach in hohen Positionen von Heer und Verwaltung. Seit 1861 erhielten sie als eines von drei markgräflichen Geschlechter einen erblichen Sitz im Herrenhaus, dem Oberhaus des österreichischen Reichsrates innehatten.

## Besitztümer

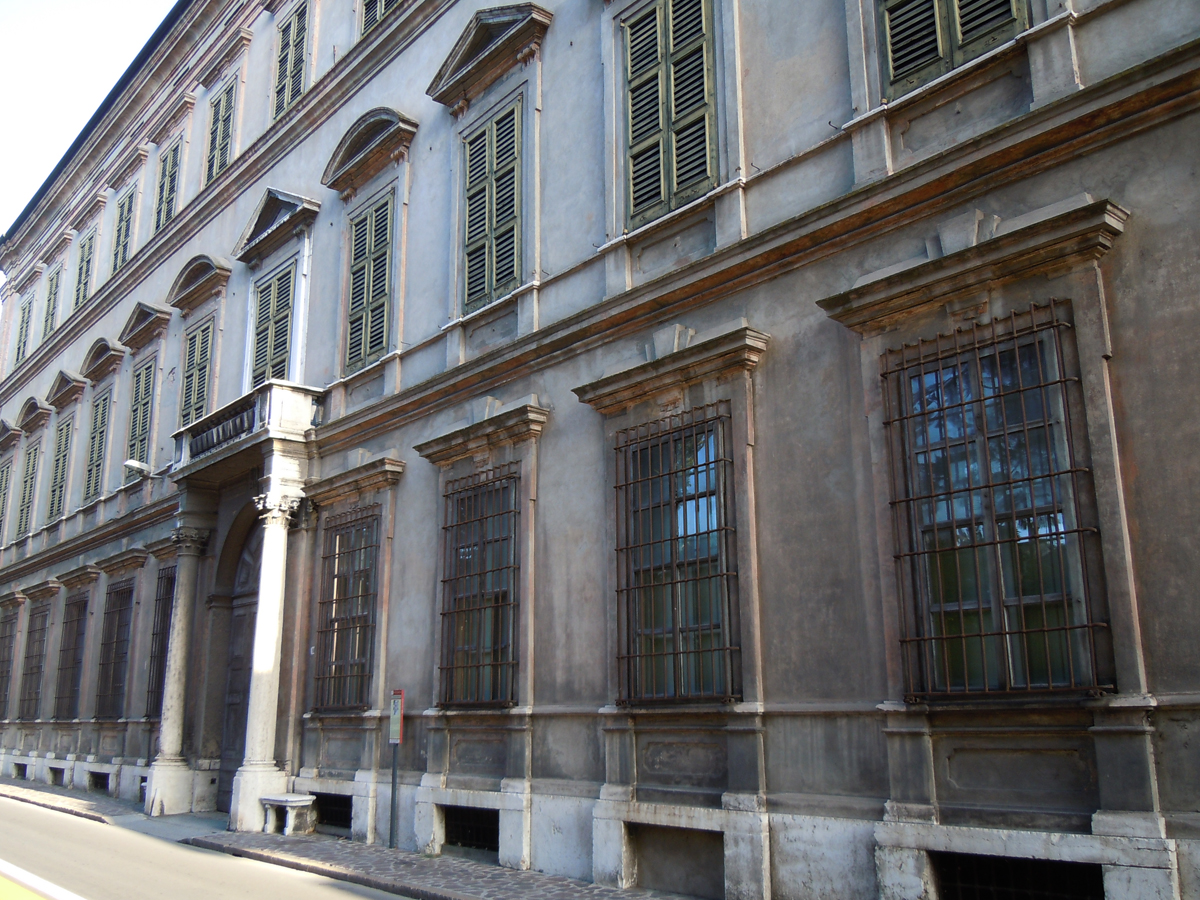
Palazzo Cavriani, Mantua

Die Familie erwarb mit der Zeit mehrere Anwesen im Habsburgerreich. In Wien ließen die Grafen das Palais Cavriani errichten (1605 bis 1923 im Besitz der Familie). Zum Besitz zählten die Fideikommiss-Herrschaften Unterwaltersdorf mit Schloss Schöngrabern (1613–?), Burg Kreuzen (1716–54), Schloss Pragstein (1644–1770), Schloss Haus (Wartberg ob der Aist) (17. Jh. – 1708) und Schloss Seibersdorf (1715–1932).
In Böhmen und Mähren waren die Gemeinden Wessela (Veselá u Častrova), Kostelez (Kostelec u Holešova) ob der Adler und Przestawelk in ihrem Besitz sowie Geiersberg (Letohrad), Wostratschin und das nach dem mährischen Gubernialrat benannte Dorf Kavriánov.
In Mantua befindet sich nach wie vor der Palazzo Cavriani an der via Trento. Er erhielt sein heutiges Erscheinungsbild zwischen 1736 und 1756 unter der Leitung von Alfonso Torreggiani. Ein weiteres Bauwerk ist die Villa Cavriani an der Strada Statale Ostigliese in Garolda nahe Mantua und die Villa Vecelli-Cavriani in Mozzecane.

## Wappen

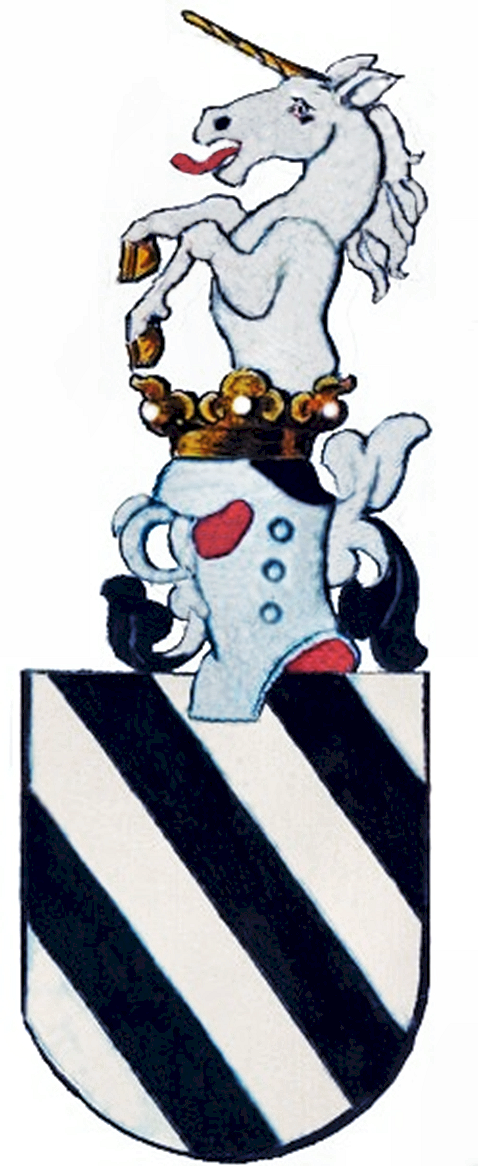
Stammwappen der Grafen Cavriani

1359: In Silber drei schrägrechte schwarze Balken (D’argento a tre bande di nero). Über dem gekrönten Helm ein wachsendes nach der rechten Seite sehendes silbernes Einhorn.
1643: Quadrierter Schild mit Mittelschild. Mittelschild in Silber drei schrägrechte schwarze Balken. 1 und 4 in Silber der doppelte kaiserliche schwarze Adler mit ausgebreiteten Flügeln und Klauen. 2 und 3 in Schwarz ein wachsendes nach der rechten Seite sehendes silbernes Einhorn. (Wissgrill lässt dasselbe aus einem dreifachen weißen Hügel aufwachsen, und im Wappenbuch der österreichischen Monarchie springt von einem grünen Hügel ein ganzes silbernes Einhorn nach rechts.) Den Schild decken zwei gekrönte Helme. Auf dem rechten steht der Adler des 1. und 4. Feldes, und aus dem linken wächst das Einhorn des 2. und 3. Feldes hervor. Die Helmdecken sind schwarz und silbern.

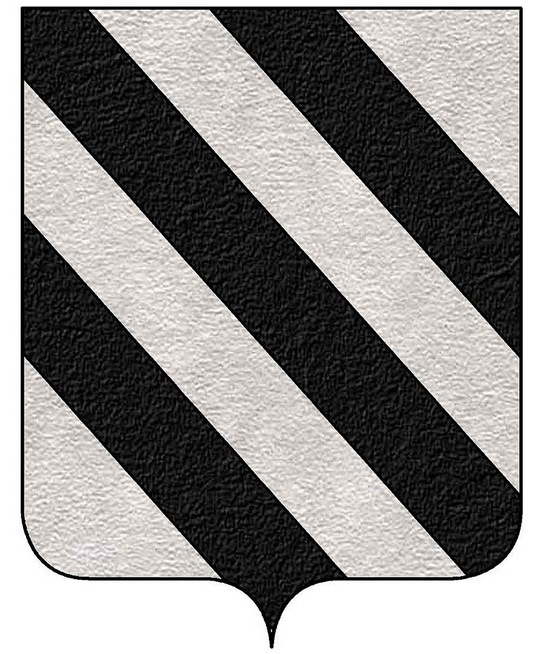
Stammwappen der Cavriani, einfache Form
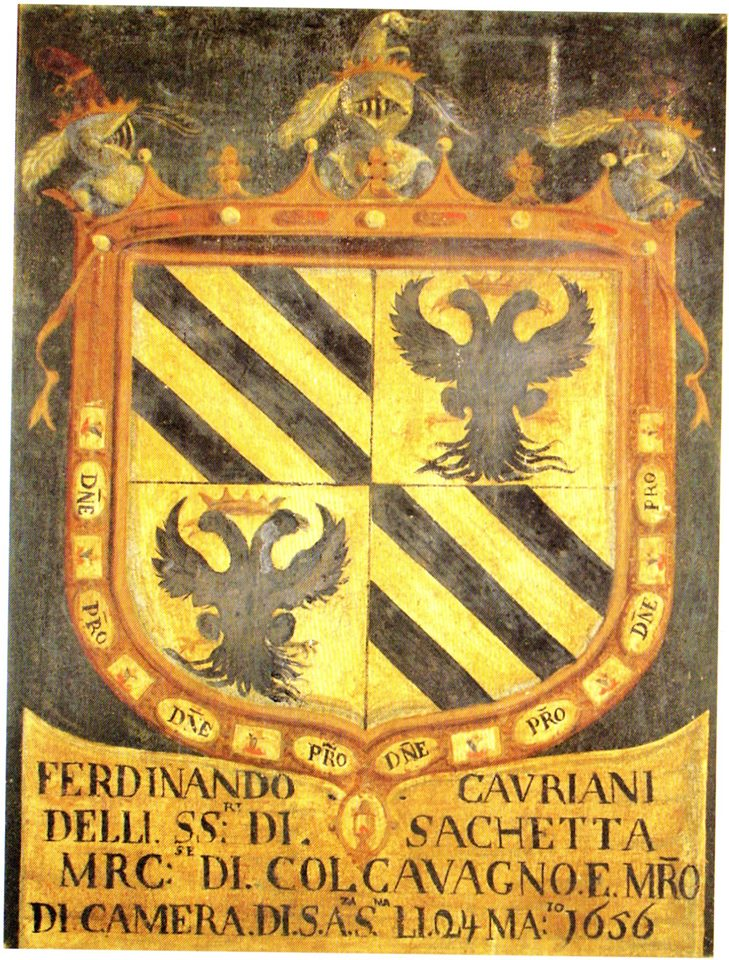
Wappen von Ferdinand von Cavriani, 1656
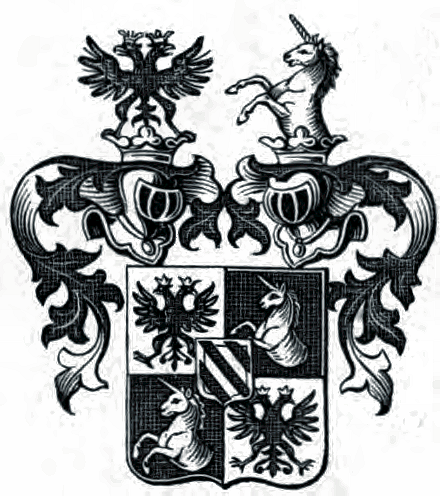
Wappen der Grafen von Cavriani, 1643
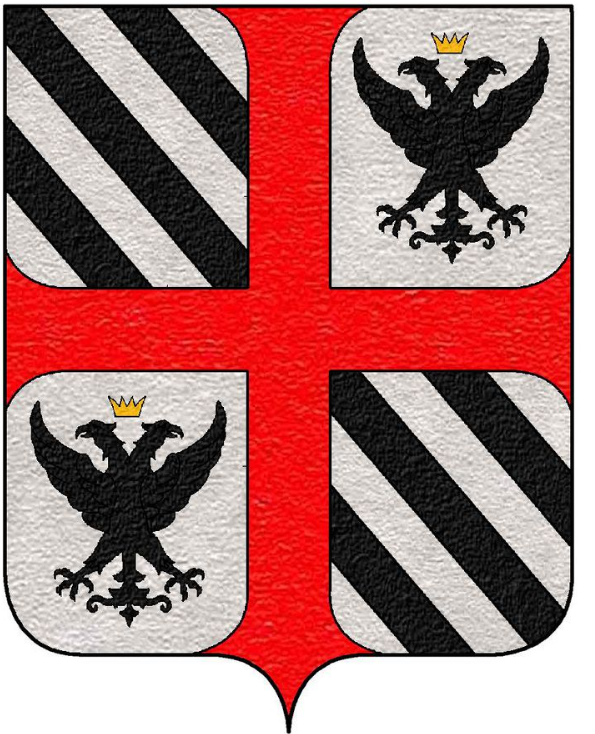
Wappen der italienischen Linie der Cavriani
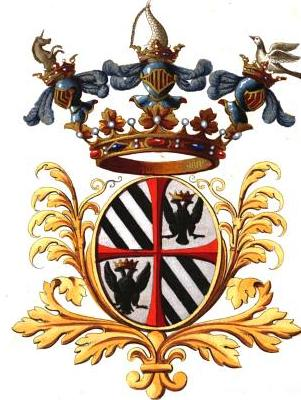
Wappen der italienischen Linie der Cavriani, 17. Jhdt.

## Persönlichkeiten

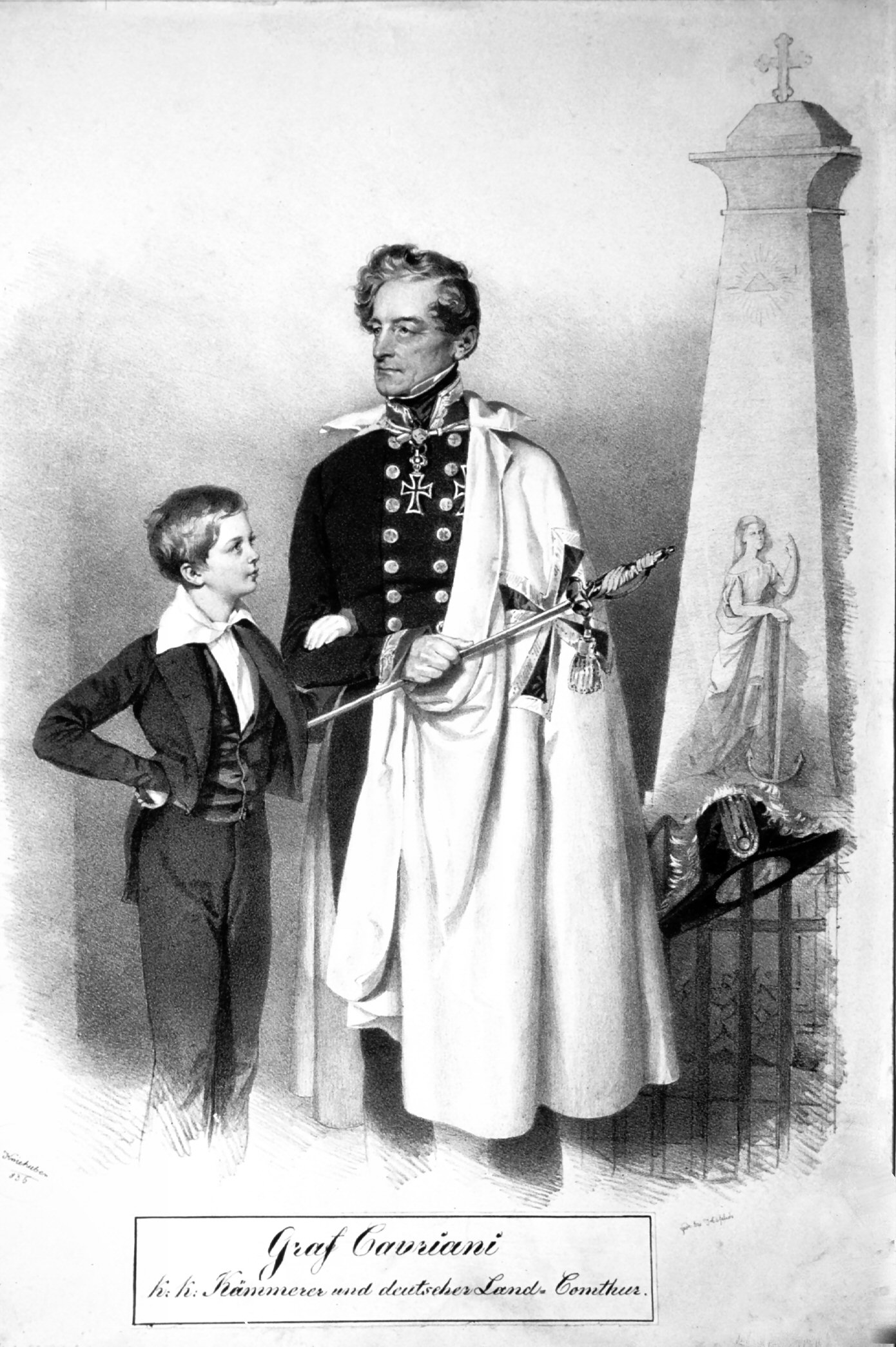
Christoph Cavriani mit seinem Sohn Franz

- Galeazzo Cavriani († 1466), Bischof von Mantua 1444–1466
- Johann Aloys Graf von Cavriani († 1693), der jüngste Sohn Friedrichs (1597–1662), war kaiserlicher Kämmerer, avancierte am 27. April 1692 zum Generalfeldwachtmeister sowie Inhaber eines Regiments zu Pferd.[12] Nach Wissgrill soll er sogar noch zum Generalfeldmarschallleutnant befördert worden sein.
- Franz Karl Graf von Cavriani (1707–1788) war kaiserlicher Kämmerer, wurde am 29. Juli 1745 Generalfeldwachtmeister, am 18. Januar 1758 Feldmarschalleutnant und 1766 in den Ruhestand versetzt.[12] Er war auch zeitweise Direktor der k. k. Militärakademie.
- Ludwig Graf von Cavriani (1739–1799), Freiherr von Unterwaltersdorf, war unter anderem Gouverneur und Landeshauptmann von Mähren, danach oberster Burggraf und Gouverneur des Königreichs Böhmen.
- Karl Graf von Cavriani (* 8. Juli 1803 in Seibersdorf; † 23. Juli 1870 ebenda), Enkel des Leopold Karl, wurde am 27. Januar 1849 zum Generalmajor, sodann am 13. Januar 1852 zum Feldmarschalleutnant befördert beim Dragoner-Regiment Nr. 11 und quittierte am 22. November 1855 den Dienst.[13] Er heiratete am 24. Mai 1837 zu Wien, Terézia Róza Prinzessin Esterházy de Galántha (* 12. Juli 1815 in Wien; † 28. Februar 1894 ebenda), Sternkreuzordensdame, und wurde im gleichen Jahr Inhaber der von seinem Vater Maximilian Grafen von Cavriani (1773–1837) ererbten Herrschaft Unterwaltersdorf und Schöngrabern. Mit Auflösung der Herrschaften 1848 verlor auch die Familie Cavriani die Inhaberschaft der Herrschaft Unterwaltersdorf und Schöngrabern. Mit seiner Gattin hatte er sieben Kinder.[14]